# Poconé
Poconé est une municipalité brésilienne située dans l'État du Mato Grosso.